# Eburon (uitgeverij)
Academische Uitgeverij Eburon is een Nederlandse uitgeverij die werkt in opdracht van organisaties en individuele auteurs, en helpt hen bij het beheren en exploiteren van hun eigen werk. De uitgeverij is gevestigd in Utrecht. Sinds 1983 heeft Eburon meer dan 1500 titels gepubliceerd, voornamelijk wetenschappelijke publicaties, proefschriften, onderzoeksrapporten, en teksten voor het hoger onderwijs.
Eburon is in 1983 in Delft opgericht door Willem de Laat. Hij was werkzaam bij de Erasmus Universiteit in Rotterdam en ondervond dermate veel problemen bij het publiceren van zijn eigen proefschrift bij een reguliere uitgeverij, dat hij besloot om zijn proefschrift in eigen beheer uit te geven. Toen De Laat ook collega's ging helpen met de publicatie van hun proefschriften, maakte hij er een officiële uitgeverij van. Tegen vaste prijzen konden auteurs - veelal promovendi van universiteiten - hun boek of proefschrift bij Eburon afleveren, die er vervolgens alleen voor zorgde dat het boek daadwerkelijk werd gedrukt; de verkoop en marketing werden aan de auteurs zelf overgelaten. Het drukwerk werd uitgevoerd door derde partijen. De financiële risico's lagen bij de auteurs, maar door de lage overheadkosten waren de marges voor de auteurs hoger dan bij reguliere uitgeverijen. 
n maart 2019 verhuisde Eburon van Delft naar Utrecht.
De naam 'Eburon' is afgeleid van de geschiedenis der Eburonen, een "Belgische" volksstam waarvan het grootste deel woonde "tussen Maas en Rijn".